# Quercus langbianensis
Quercus langbianensis — вид рослин з родини букових (Fagaceae), поширений у південно-східній Азії.

## Опис
Це дерево зазвичай заввишки 7–10 метрів, але може досягати 25–28 метрів. Кора шорстка. Гілочки спочатку запушені, стають оголеними. Листки довгасто-ланцетні, 7–14 × 2.5–4 см; обидві сторони голі; верхівка ослаблена, від гострої до короткого хвостатої; основа клиноподібна або коса; край потовщений, не хвилеподібний, з маленькими, тупими зубцями в верхівковій 1/3; верх зелений, блискучий; ніжка листка спочатку запушена, потім безволоса, завдовжки 1–2 см. Жолуді від обернено-яйцюватих до еліпсоїдних, блідо-коричневі, у діаметрі 18–20 мм, завдовжки 25–38 мм; чашечка сидяча, завдовжки 16 мм, діаметром 20 мм, охоплює 1/3 горіха; дозрівання першого року у вересні.

## Середовище проживання
Поширення: Китай (пд.-сх. Юньнань, зх. Гуансі); В'єтнам, Камбоджа на висотах від 1000 до 2000 метрів. Надає перевагу вологим, торф'яним ґрунтам.